# FT-Orbitrap
In spettrometria di massa l'FT-Orbitrap (o Orbitrap a trasformata di Fourier) è un analizzatore di massa non distruttivo inventato da Aleksandr Alekseevič Makarov. Ha risoluzione fino a 200.000.

## Meccanismo

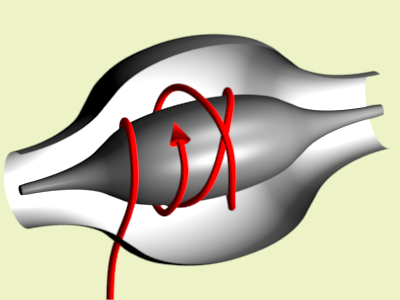
Traiettoria di uno ione in un Orbitrap

Un rapido aumento di voltaggio dell'elettrodo centrale attrae lo ione verso lo stesso. Se lo ione entra con un certo angolo, viene spinto dalle radiofrequenze a ruotare avanti e indietro lungo l'elettrodo centrale.
Il rivelatore è collegato all'elettrodo esterno e registra il segnale periodico dovuto all'oscillazione assiale degli ioni come corrente immagine. Questa viene poi convertita in uno spettro di frequenze con la trasformata di Fourier.